# 名張市立桔梗が丘中学校
名張市立桔梗が丘中学校（なばりしりつ ききょうがおかちゅうがっこう）は、三重県名張市にある公立中学校。

## 沿革
- 1968年4月1日 - 名張中学校より分離、桔梗が丘1番町に開校[1]
- 1981年4月1日 - 名張市立北中学校を分離[2]
- 1993年5月4日 - 障害児学級設置
- 1997年 - 1999年 - 文部省の体育スポーツ推進校の指定校となる。
- 2020年4月 - 7番町の三重県立名張桔梗丘高等学校跡地に校舎を移転[3]。

## 教育方針
- 人間性豊かで、たくましい生徒の育成

## 学校行事
| - 4月 始業式、入学式 - 5月 修学旅行（2年） - 6月 体育祭（陸上記録会を含む） - 7月 中体連伊賀大会／県大会 | - 8月 中体連東海大会 - 9月 伊賀陸上大会 職場体験学習（3年） - 10月 県陸上大会 社会見学（1年） ふれあいフェスティバル - 11月 市音楽会、市小中美術展覧会 | - 12月 - 1月 - 2月 スポーツイベント（3年） - 3月 スポーツイベント（1年、2年） 卒業式 |

## 学区
- 桔梗が丘1 - 3番町、桔梗が丘西1 - 7番町（桔梗が丘小学校区）
- 蔵持町里、蔵持町原出、蔵持町芝出、緑が丘（蔵持小学校区）
- 桔梗が丘5番町、桔梗が丘南1 - 4番町（桔梗が丘南小学校区）
- 桔梗が丘4・6 - 8番町、美旗町池の台（桔梗が丘東小学校区）

桔梗が丘4 - 8番町、桔梗が丘南1 - 4番町（桔梗が丘東小学校区 および 桔梗が丘南小学校区）の桔梗が丘の大部分は、7番町への校舎移転にあわせて校区へ編入された。1番町の校舎は敷地面積が狭いため、移転前は北中学校校区となっていた。

## 所在地
- 〒518-0627　三重県名張市桔梗が丘7番町1街区1926番地1
  - 2020年4月に桔梗が丘1番町5街区13番地より移転した。移転跡地には英心高等学校の分校となる桔梗が丘校が2022年4月に開校される予定[4]。

## 交通
- 近鉄大阪線 桔梗が丘駅より徒歩20分
- 三重交通桔梗が丘循環 八番町南バス停